# Überlingen am Ried
Das Dorf Überlingen am Ried ist ein Stadtteil der großen Kreisstadt Singen (Hohentwiel) im Landkreis Konstanz in Baden-Württemberg.

## Geographie

### Geographische Lage
Überlingen am Ried liegt mittig zwischen Singen am Hohentwiel und Radolfzell am Bodensee.

### Gliederung
Zu Überlingen am Ried gehören das Dorf Überlingen am Ried und der Wohnplatz Gaisenrain.

## Geschichte
Die Gemarkung war bereits in frühester Zeit besiedelt, Bodenfunde bezeugen eine Besiedlung der Urnenfelderkultur und der Alamannen. Diese alemannische Siedlung entstand wohl im 6. oder 7. Jahrhundert und gehörte wahrscheinlich zum Besitz des Klosters Reichenau.
Das Dorf wurde erstmals am 19. November 1256 als Ze Uberlingen Im Ryete urkundlich erwähnt und ist aus einem Kelhof hervorgegangen, der sich im Bereiche der östlichen Brunnenstraße/Kirchplatz befunden haben muss. Beurkunden ließen sich der Vogt des Hohenkrähen, Heinrich IV. von Friedingen, und der Leutpriester von Mühlhausen durch den Tausch zweier Frauen. Der Ortsname ist vom Personennamen „Ibur“ abgeleitet.
Die klösterlichen Besitzungen der Insel Reichenau wurden vom Ammannamt der Stadt Radolfzell verwaltet, dem der Ort seit dem 13. Jahrhundert angehörte und dort mit der Ortsherrschaft bis zum Beginn des 19. Jahrhunderts verblieb. Im Jahr 1298 erwarb das Haus Habsburg unter König Albrecht I. (HRR) die Vogtei über den Ort und wurde laut Habsburger Urbar um 1300 zum habsburgischen Amt Aach gehörig geführt. 1421 überließ das Kloster Reichenau der Stadt Radolfzell pfandweise das Burg- und Ammannamt zu Überlingen am Ried. 1481 wurde eine Kaplanei errichtet.
In der Zeit des Deutschen Bauernkriegs von 1524/25 lehnten sich die aufrührerischen Überlinger Bauern gegen die Stadt Radolfzell auf. Als Entschädigung für ihre Teilnahme an der Belagerung der Stadt übergab 1525 das Dorf den Radolfzellern die Wälder „Raitholz“ und „Schachenwald“. 1538 ging der Ort endgültig in den Besitz der Stadt Radolfzell über, welche die niedere Gerichtsbarkeit ausübte. Die hohe Gerichtsbarkeit oblag der Landgrafschaft Nellenburg.
Überlingen am Ried kam 1806 an Württemberg, dann 1810 an Baden und wurde dem Bezirksamt Radolfzell zugeordnet. Die Gemeinde entwickelte sich zur Mustergemeinde des Bezirks. Auch die Deutsche Revolution von 1848/49 ging am Dorf nicht spurlos vorüber. In den Revolutionswirren wurden 19 Infanteriegewehre für eine Bürgerwehr gekauft. Die Überlinger wollten die Revolution verhindern, was ja bekanntlich nicht gelang. Es folgte die Leidenszeiten des Deutsch-Französischen Kriegs von 1870/71. Bei der Auflösung des Bezirksamtes Radolfzell im Jahre 1872 kam der Ort an das Bezirksamt Konstanz.
Es folgte der langsame Übergang des Dorfes in die Zeit der Industrialisierung. Kurzfristig gab es sogar das Konzept einer Höribahn und eines Bodensee-Hafens. Diese Pläne sahen eine elektrische Schmalspurbahn von Radolfzell über Bohlingen nach Horn und Stein am Rhein vor, die privat gebaut werden sollte. Überlingen am Ried wäre die Rolle als Eisenbahnknotenpunkt zugekommen. Die Badische Regierung stellte eine Bezuschussung in Aussicht. Nach zwölfjährigem Ringen und eingereichten Petitionen versagte die Regierung in Karlsruhe die Genehmigung zur Übernahme einer Zinsgarantie durch die Gemeinden, da kein Privater sich bereit erklärte, das Projekt zu realisieren.
Nach dem Ersten Weltkrieg (1914–1918) kam es in der Weimarer Zeit in Überlingen am Ried zur Elektrifizierung. Es folgte die Inflation und Arbeitslosigkeit. Das Dritte Reich, das in den Zweiten Weltkrieg gipfelte, brachte falsche Hoffnungen über das Land und auch über Überlingen. Die Nachkriegsgeschichte ist gekennzeichnet durch die Lasten der Notjahre, die schwer durch die Bevölkerung zu tragen waren. Danach entwickelte sich Überlingen langsam aber stetig zu einer „vergleichsweise vorbildlichen“ Gemeinde. 1962/1963 wurde ein neues, für viele vorbildliches Schulhaus gebaut und eingeweiht. 1970/1971 folgte der Neubau und die Einweihung des Kindergartens.
Zentrale Ereignisse in der Ortsgeschichte sind die Gebietsübertragung 1967 und die Eingemeindung 1971. Letzterer war am 10. Dezember 1970 eine Abstimmung des Gemeinderats von Überlingen am Ried vorausgegangen. Am 15. Dezember 1970 stimmten zwei Drittel der Überlinger der Eingemeindung zur Stadt Singen zu. Somit wurde die bis dahin selbstständige Gemeinde mit 945 Einwohnern und einer Fläche von 878 ha und einem Haushaltsvolumen von 802.000 DM als erste von sechs Gemeinden zum 1. Januar 1971 nach Singen eingemeindet.

### Einwohnerentwicklung
Hatte Überlingen am Ried zum 6. Juni 1961 noch eine Einwohnerzahl von 677, ist der Ort heute mit mehr als 1600 Einwohnern der zweitgrößte Stadtteil von Singen am Hohentwiel.
Die folgende Tabelle zeigt die Einwohnerentwicklung seit 2002 bis heute:
| Jahr                        | 2002  | 2003 | 2004 | 2005 | 2006 | 2007 | 2008  | 2009  | 2010 | 2011 | 2012 | 2013  |
| --------------------------- | ----- | ---- | ---- | ---- | ---- | ---- | ----- | ----- | ---- | ---- | ---- | ----- |
| Einwohnerzahl (am 31. Dez.) | 1394  | 1477 | 1482 | 1544 | 1612 | 1654 | 1638  | 1607  | 1638 | 1663 | 1674 | 1649  |
| Änderung zum Vorjahr        | k. A. | 83   | 5    | 62   | 68   | 42   | −16   | −31   | 31   | 25   | 11   | −25   |
| Änderung in %               | k. A. | 5,95 | 0,34 | 4,18 | 4,4  | 2,61 | −0,97 | −1,89 | 1,93 | 1,53 | 0,66 | −1,49 |

## Religion
Im Jahr 1788 wurde die erste Pfarrei von Überlingen am Ried gegründet. Zeichen der katholischen Volksfrömmigkeit ist die Madonna von Überlingen, eine aus Lindenholz geschnitzte sitzende Maria mit Kind, die von einem seeschwäbischen Meister um 1300 gefertigt wurde. Dieser war vermutlich am westlichen Bodensee bei Radolfzell oder im Linzgau nördlich Meersburg tätig. Wann sie nach Überlingen am Ried kam, ist nicht bekannt, sie wurde jedoch später nach Württemberg verkauft und stand bereits 1851 in der Lorenzkapelle zu Rottweil.
Die Überlinger Protestanten werden von der evangelischen Kirchengemeinde Böhringen betreut.

## Politik

### Ortsvorsteher
Ortsvorsteher ist Thorsten Ehinger (Stand 2024).

### Wappen
Das Wappen der ehemals selbstständigen Gemeinde Überlingen am Ried zeigt in Silber ein rotes Kreuz, belegt mit einem blauen Herzschild, darin schräggekreuzt ein silberner Schlüssel und ein goldenes Schwert. Das Kreuz ist dem Reichenauer Wappen entlehnt.

## Kultur und Sehenswürdigkeiten

### Bauwerke
- Die katholische Pfarrkirche Heiligkreuz wurde im Jahre 1862 im Stil der Neogotik erbaut. Sie ersetzte die Kirche St. Peter und Paul. An der Chorwand hinter dem Altar ist eine monumentale Kreuzigungsgruppe aus der Barockzeit (um 1750) zentral angebracht.
- Der Bau des Pfarramtes begann 1883.
- Das ehemalige Schul- und Rathaus ist ein Bau aus dem Jahr 1832.
- Der Dorfbrunnen wurde im Mai 1982 seiner Bestimmung übergeben.

### Naturdenkmale
Auf Überlinger Gemarkung liegen die flächenhaften Naturdenkmale Feuenried und Kiesgrube Fließ, die sich beidseits des Weges in Richtung Rickelshauser Weiher befinden.

### Regelmäßige Veranstaltungen
Das Ortsgeschehen wird durch ein reges Vereinsleben durch Turnsportverein, Musikverein, Jugendclub Holzwürmle, Freiwillige Feuerwehr (1886 gegründet) und durch die Narrenzunft der Chrüzerbrötli (1958 gegründet) bestimmt.

## Wirtschaft und Infrastruktur
Grundlagen für den wirtschaftlichen Erfolg von Überlingen am Ried liegen im Kiesabbau und der Forstwirtschaft. Das Dorf besitzt immerhin noch drei Gastronomiebetriebe, mehrere Ferienwohnungen und Fremdenzimmer sowie ein Hotel Garni. Bis im Jahr 2012 verfügte Überlingen am Ried mit dem Hotel und Restaurant Flohr's auch über ein gehobenes Restaurant mit Sterneküche.

### Bildung
Im Jahre 1957 bekam Überlingen am Ried den ersten Kindergarten, die Grund- und Hauptschule gelten auch heute noch als Vorzeigeobjekte. Besonders erwähnenswert ist hier die Inklusion und die Medienbildung.

### Öffentliche Einrichtungen
- Riedblickhalle
- Bürgerhaus (Einweihung November 2006)

## Persönlichkeiten

### Söhne und Töchter des Ortes
- Erwin Josef Löhle (* 14. Juli 1949), Mediziner, Leiter der Sektion Phoniatrie und Pädaudiologie an der Universitätsklinik für Hals-, Nasen- und Ohrenheilkunde der Universität Freiburg und Träger des Bundesverdienstkreuzes am Bande (verliehen 2006).

### Persönlichkeiten, die vor Ort gewirkt haben
- Karl „Charly“ Berger (* 13. Juni 1951 in Stuttgart), ehemaliger Profifußballspieler, heute Account-Manager im Vertrieb eines großen Computer-Dienstleisters.
- Bernd Häusler (* 18. August 1966 in Radolfzell am Bodensee), Oberbürgermeister von Singen (Hohentwiel) lebt mit seiner Familie in Überlingen am Ried